# Manchester United F.C. mùa bóng 1902–03
Mùa giải 1902-03 là mùa giải thứ 11 của Manchester United trong Liên đoàn bóng đá, và mùa giải đầu tiên dưới cái tên mới "Manchester United", trái ngược với "Newton Heath".

## Giải bóng đá hạng hai (Second Division)
| Thời gian            | Đối thủ              | H/A | Tỷ số Bt-Bb | Cầu thủ ghi bàn                            | Số lượng khán giả |
| -------------------- | -------------------- | --- | ----------- | ------------------------------------------ | ----------------- |
| 6 tháng 9 năm 1902   | Gainsborough Trinity | A   | 1 – 0       | Richards                                   | 4,000             |
| 13 tháng 9 năm 1902  | Burton United        | H   | 1 – 0       | Hurst                                      | 15,000            |
| 20 tháng 9 năm 1902  | Bristol City         | A   | 1 – 3       | Hurst                                      | 6,000             |
| 27 tháng 9 năm 1902  | Glossop              | H   | 1 – 1       | Hurst                                      | 12,000            |
| 4 tháng 10 năm 1902  | Chesterfield         | H   | 2 – 1       | Preston (2)                                | 12,000            |
| 11 tháng 10 năm 1902 | Stockport County     | A   | 1 – 2       | Pegg                                       | 6,000             |
| 25 tháng 10 năm 1902 | Woolwich Arsenal     | A   | 1 – 0       | Beadsworth                                 | 12,000            |
| 8 tháng 11 năm 1902  | Lincoln City         | A   | 3 – 1       | Peddie (2), Hurst                          | 3,000             |
| 15 tháng 11 năm 1902 | Small Heath          | H   | 0 – 1       |                                            | 25,000            |
| 22 tháng 11 năm 1902 | Leicester Fosse      | A   | 1 – 1       | Downie                                     | 5,000             |
| 6 tháng 12 năm 1902  | Burnley              | A   | 2 – 0       | Pegg, Own goal                             | 4,000             |
| 20 tháng 12 năm 1902 | Burslem Port Vale    | A   | 1 – 1       | Peddie                                     | 1,000             |
| 25 tháng 12 năm 1902 | Manchester City      | H   | 1 – 1       | Pegg                                       | 40,000            |
| 26 tháng 12 năm 1902 | Blackpool            | H   | 2 – 2       | Downie, Morrison                           | 10,000            |
| 27 tháng 12 năm 1902 | Barnsley             | H   | 2 – 1       | Lappin, Peddie                             | 9,000             |
| 3 tháng 1 năm 1903   | Gainsborough Trinity | H   | 3 – 1       | Downie, Peddie, Pegg                       | 8,000             |
| 10 tháng 1 năm 1903  | Burton United        | A   | 1 – 3       | Peddie                                     | 3,000             |
| 17 tháng 1 năm 1903  | Bristol City         | H   | 1 – 2       | Preston                                    | 12,000            |
| 24 tháng 1 năm 1903  | Glossop              | A   | 3 – 1       | Downie, Griffiths, Morrison                | 5,000             |
| 31 tháng 1 năm 1903  | Chesterfield         | A   | 0 – 2       |                                            | 6,000             |
| 14 tháng 2 năm 1903  | Blackpool            | A   | 0 – 2       |                                            | 3,000             |
| 28 tháng 2 năm 1903  | Doncaster Rovers     | A   | 2 – 2       | Morrison (2)                               | 4,000             |
| 7 tháng 3 năm 1903   | Lincoln City         | H   | 1 – 2       | Downie                                     | 4,000             |
| 9 tháng 3 năm 1903   | Woolwich Arsenal     | H   | 3 – 0       | Arkesden, Peddie, Pegg                     | 5,000             |
| 21 tháng 3 năm 1903  | Leicester Fosse      | H   | 5 – 1       | Fitchett, Griffiths, Morrison, Pegg, Smith | 8,000             |
| 23 tháng 3 năm 1903  | Stockport County     | H   | 0 – 0       |                                            | 2,000             |
| 30 tháng 3 năm 1903  | Preston North End    | H   | 0 – 1       |                                            | 3,000             |
| 4 tháng 4 năm 1903   | Burnley              | H   | 4 – 0       | Peddie (2), Griffiths, Morrison            | 5,000             |
| 10 tháng 4 năm 1903  | Manchester City      | A   | 2 – 0       | Peddie, Schofield                          | 30,000            |
| 11 tháng 4 năm 1903  | Preston North End    | A   | 1 – 3       | Pegg                                       | 7,000             |
| 13 tháng 4 năm 1903  | Doncaster Rovers     | H   | 4 – 0       | Arkesden, Bell, Griffiths, Morrison        | 6,000             |
| 18 tháng 4 năm 1903  | Burslem Port Vale    | H   | 2 – 1       | Schofield (2)                              | 8,000             |
| 20 tháng 4 năm 1903  | Small Heath          | A   | 1 – 2       | Peddie                                     | 6,000             |
| 25 tháng 4 năm 1903  | Barnsley             | A   | 0 – 0       |                                            | 2,000             |

| # | Câu lạc bộ        | Tr | T  | H | B  | Bt | Bb | Hs | Điểm |
| - | ----------------- | -- | -- | - | -- | -- | -- | -- | ---- |
| 4 | Bristol City      | 34 | 17 | 8 | 9  | 59 | 38 | 21 | 42   |
| 5 | Manchester United | 34 | 15 | 8 | 11 | 53 | 38 | 15 | 38   |
| 6 | Chesterfield      | 34 | 14 | 9 | 11 | 67 | 40 | 27 | 37   |

## FA Cup
| Thời gian            | Vòng đấu                        | Đối thủ              | H/A | Tỷ số Bt-Bb | Cầu thủ ghi bàn                              | Số lượng khán giả |
| -------------------- | ------------------------------- | -------------------- | --- | ----------- | -------------------------------------------- | ----------------- |
| 1 tháng 11 năm 1902  | Vòng sơ loại thứ 3              | Accrington Stanley   | H   | 7 – 0       | Williams (3), Morgan, Peddie, Pegg, Richards | 6,000             |
| 13 tháng 11 năm 1902 | Vòng sơ loại thứ 4              | Oswaldtwistle Rovers | H   | 3 – 2       | Beadsworth, Pegg, Williams                   | 5,000             |
| 29 tháng 11 năm 1902 | Vòng sơ loại thứ 5              | Southport Central    | H   | 4 – 1       | Pegg (3), Banks                              | 6,000             |
| 13 tháng 12 năm 1902 | Vòng trung gian                 | Burton United        | H   | 1 – 1       | Griffiths                                    | 6,000             |
| 17 tháng 12 năm 1902 | Vòng trung gian Trận đấu đá lại | Burton United        | A   | 3 – 1       | Peddie, Pegg, Schofield                      | 7,000             |
| 7 tháng 2 năm 1903   | Vòng 1                          | Liverpool            | H   | 2 – 1       | Peddie (2)                                   | 15,000            |
| 21 tháng 2 năm 1903  | Vòng 2                          | Everton              | A   | 1 – 3       | Griffiths                                    | 15,000            |